# Siby (Mali)

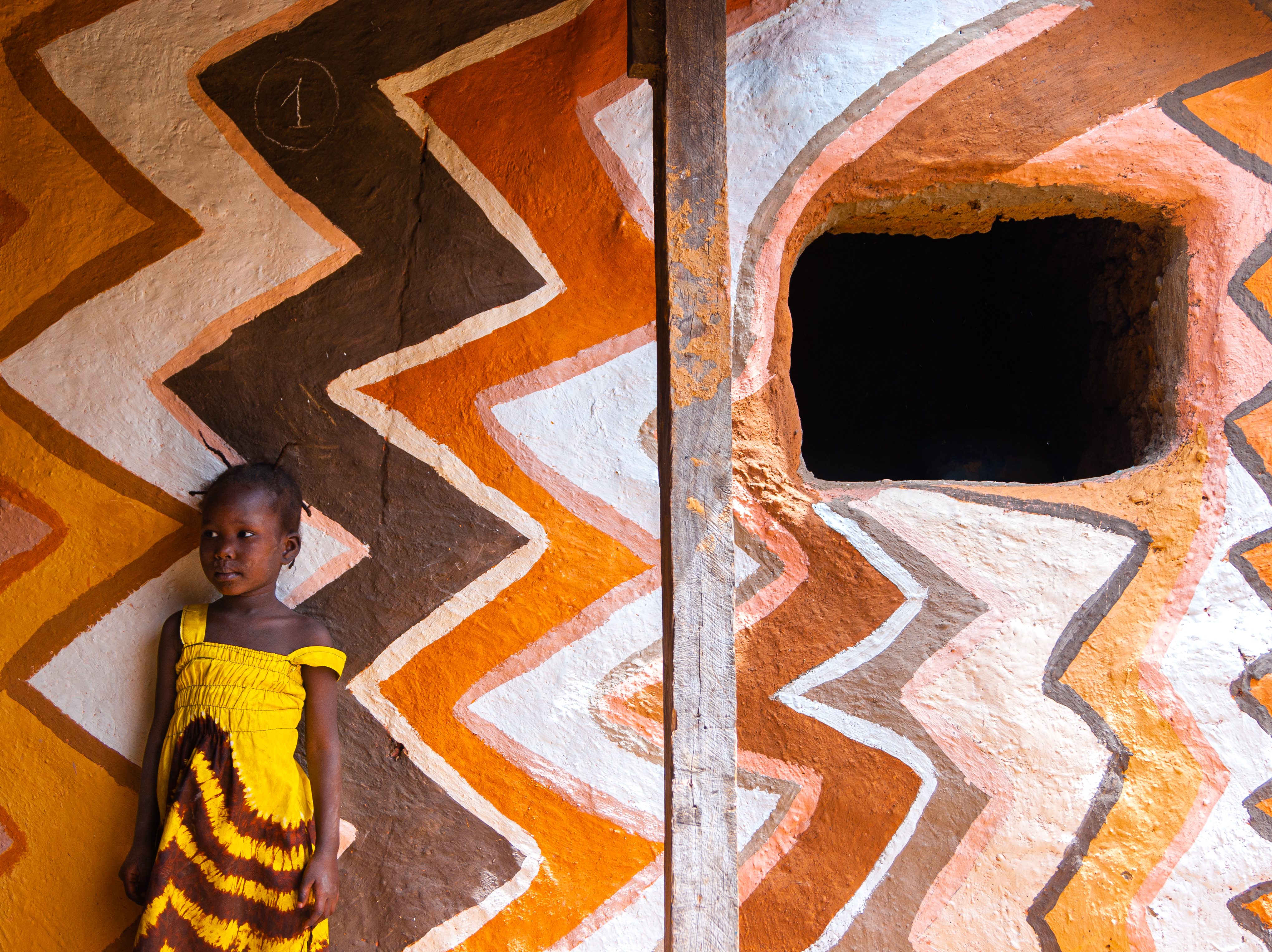
Architettura

Siby è un comune rurale del Mali facente parte del circondario di Kati, nella regione di Koulikoro.